# Луис Стоун
Луис Стоун (енгл. Lewis Stone; Вустер, 15. новембар 1879 — Лос Анђелес, 12. септембар 1953) је био амерички глумац. Био је номинован за Оскара за најбољег главног глумца за улогу у филму Патриота из 1929. Умро је у од срчаног удара, док се шетао.